# Бенде-Кир
Бенде-Кир (перс. بند قیر‎ — «плотина из кира») — деревня в шахрестане Шуштер остана Хузестан в Иране. 
Расположена на южной оконечности речного острова, образуемого двумя рукавами, на которые делится река Карун у города Шуштер, южнее Шуштера, северо-восточнее Ахваза. Восточный рукав (Масрукан, Машрукан или Гергер) — это искусственный канал, построенный еще при Ахеменидах для целей орошения. В X веке канал достигал Ахваза, однако, по словам аль-Истахри, русло его становилось безводным на расстоянии двух фарсахов от города.
Получила название от ирригационной плотины из кира — битума.
Около деревни находился средневековый город Аскар-Мукрам (буквально «Лагерь Мукрама»). Согласно аль-Балазури город назван по имени военачальника правителя Мусаба ибн аз-Зубайра, которого послали подавить восстание Абдуллаха ибн аз-Зубайра. Йакут приводит сведение Хамзы о том, что этот город-лагерь был основан Мукрамом, военачальником наместника Ирака Хаджаджа у разрушенного арабами хузестанского города Рустакбада (арабизированная форма от Рустам Кавада) и в честь завоевателя назван Аскар-Мукрамом. Город был административным центром округа в средневековой исламской провинции Ахваз (Хузестан). Вероятно, город основан в конце VII века.
В начале XX века с развитием нефтедобывающей промышленности стала расти как речной порт. Река Карун судоходна до Ахваза. В Ахвазе, главном порту Арабистана, материалы, идущие по реке с юга, перегружались на лёгкие пароходы. В Банде-Кире они перегружались с лёгких пароходов на моторные баржи и плоскодонные суда.